# 신화여객
신화여객(新和旅客)은 인천광역시의 시내버스 회사로서 본사 및 차고지는 서구 원창동에, 연수구 동춘동에 차고지가 위치하고 있다. 계열사는 성민버스가 있다.

## 주요 연혁
- 1992년: 삼산운수로 인천마을버스 회사설립
- 1992년 7월 22일: 마을버스 부평 4번(554번(2009년 1월 30일)폐선: 삼산농산물시장 - 갈산역 - 부평구청 - 부평역)노선을 낙찰받아 운행하였다.
- 1995년: 삼산지구 아파트 입주민 증가로 인하여 부평4-1번(現 555번) 노선을 신설개통하였다.
- 2001년 9월 25일: 인천마을버스 시내버스 전환으로 삼산운수와 산곡운수(前 부평2번, 부평 2-1번)와 연합하여 신화여객을 설립. 박경연 대표이사 취임.
- 2001년 10월 23일: 경향여객이 보유했던 34번 시내버스를 인수하여 운행하였다.
- 2002년 1월 7일: 인천광역시 부평구 산곡동 369-19에 동양지점 설치와 부평 2번은 552번, 부평 2-1번 553번, 부평 4번 554번, 부평 4-1 555번으로 전환변경하였다.
- 2003년 8월 26일: 인천광역시 부평구 산곡동 369-19로 본사 이전.
- 2006년 6월 10일: 인천시내버스 최초로 부천시로의 운행하는 37번(삼산농산물시장-삼산지구-부천터미널-현대백화점-송내역(북부)) 버스노선이 신설개통하였다.
- 2009년 1월 30일: 인천시내버스 준공영제 도입과 시내버스 노선변경으로 34번 시내버스의 "팬더아파트-소구월4거리-모래내시장-석천초등학교" 구간이 "길병원 직선화"로 노선이 변경과 삼산지구-부평역으로 오가는 554번 노선이 폐선되었다.
- 2010년 3월 31일: 인천광역시 서구 원창동 93-3으로 본사 이전과 동시에 동양지점 폐지.
- 2010년 5월 12일: 한창인, 정판헌 대표이사 취임. (2인 대표이사)
- 2011년 10월 19일: 정판헌 대표이사 사임. (1인 대표이사)
- 2012년: 선진네트웍스가 보유했던 성민버스를 인수하였다.
- 2013년 3월 31일: 인천광역시 연수구 먼우금로 2 (동춘동)으로 본사 이전.
- 2014년 2월 3일: 공동대표이사 한창인, 김재범 취임. (공동대표이사 2인)
- 2014년 2월 12일: 현 위치인 인천광역시 서구 원창로 90 (원창동)으로 본사 이전.
- 2014년 8월 7일: 한창인 대표이사 사임. 정판헌 대표이사 취임. (현 공동대표이사 2인)
- 2015년 1월: 인천광역시 최초 통일형 행선판 부착 운행 555번
- 2016년 7월 30일: 인천시내버스 노선개편에 따라 37번 시내버스 노선이 송내역에서 숭덕여자고등학교-만수주공아파트로 연장하여 운행과 553번, 596번 폐선과 572번 노선을 신설해 낙찰받았다.
- 2016년 9월 1일: 인천시내버스 2차 노선개편에서 34번 시내버스 노선의 일부구간인 "남동구-부평구간" 의 구 30번 노선을 대체변경하여 운행중이다.
- 2018년 5월 26일: 37번 시내버스 노선의 기점인 삼산 서해그랑블아파트에서 삼산 미래타운아파트로 변경되었고, 종점도 만수역에서 남동구청역으로 변경되어 운행하고 있다.
- 2018년 9월 15일: 552번 시내버스 노선인 태일연립 - 장수상회 구간의 도로협소 및 안전위협으로 인하여 기점을 미추홀아파트 - 무지개아파트 구간과 백운역 - 부흥5거리(폐선)구간의 노선이 변경되어 운행하고 있다.
- 2020년 12월 31일: 인천시내버스 개편에 따라 37번 시내버스 기점과 종점변경

## 운행 노선

### 간선버스
| 운행노선 | 운행구간                     | 운행구간 | 운행구간     | 배차간격 (분) | 인가 대수 | 비고                              |
| -------- | ---------------------------- | -------- | ------------ | ------------- | --------- | --------------------------------- |
| 34번     | 연수구 동춘동                | ↔        | 삼산건강공원 | 10 - 11       | 21        | 경향여객로부터 양도받은 노선.     |
| 37번     | 삼산고등학교 (미래타운4단지) | ↔        | 수현마을     | 16~19         | 10        | 인천-부천-인천으로 운행하는 노선. |

### 지선버스
| 운행노선 | 운행구간     | 운행구간 | 운행구간   | 배차간격 (분) | 인가 대수 | 비고 |
| -------- | ------------ | -------- | ---------- | ------------- | --------- | ---- |
| 526번    | 삼산체육관역 | ↔        | 희망천입구 | 19 - 26       | 4         |      |
| 555번    | 진산초등학교 | ↔        | 부평역     | 10 - 12       | 8         |      |

## 이전 노선

### 지선버스
- ● 553번: 태일연립 - 장수상회 - 신영약국 - 팔도주유소 - 인평자동차고등학교 - 화랑교회 - 협성양로원 앞 - 부평서중학교 - 신촌초등학교 - 부평아트센터 - 백운역 (2016년 7월 30일 폐선.)
- ● 596번: 청라국제업무단지 - 호반베르디움 - 청라1동주민센터 - 웰카운티아파트 - 심곡사거리 - 국제성모병원(심곡동) (2015년 7월 1일 ~ 2016년 7월 30일 운행 후 폐선.)

## 보유 차량

#### 자일대우버스
- 자일대우 NEW BS090

#### 현대자동차
- 현대 뉴 슈퍼 에어로시티
- 현대 그린시티

## 같이 보기
- 대성운수 (서울)
- 태진운수
- 한남여객운수
- 성민버스